# Ghiacciaio Norsk Polarinstitutt
Il ghiacciaio Norsk Polarinstitutt è un ghiacciaio situato sulla costa della Principessa Ragnhild, nella Terra della Regina Maud, in Antartide. Il ghiacciaio, il cui punto più alto si trova a circa 2120 m s.l.m., si trova in particolare nei monti Belgica, dove fluisce verso sud-ovest scorrendo tra il monte Perov e il monte Limburg Stirum.

## Storia
Il ghiacciaio Norsk Polarinstitutt è stato scoperto durante la spedizione belga in Antartide del 1957-58 comandata da Gaston de Gerlache de Gomery, che lo battezzò così in onore del Norsk Polarinstitutt, l'istituto nazionale norvegese per la ricerca polare allora situato ad Oslo, oggi ad Tromsø.